# Callimorpha
Callimorpha és un gènere de lepidòpters ditrisis de la família Erebidae, subfamília Arctiinae.
El gènere només inclou una espècie, Callimorpha dominula, present a Europa.

## Espècies anteriorment assignades aCallimorpha
- Callimorpha quadripunctaria Linnaeus, 1758
- Callimorpha mesogona
- Callimorpha carolina
- Callimorpha terminata
- Callimorpha reversa
- Callimorpha bellatrix

## Galeria

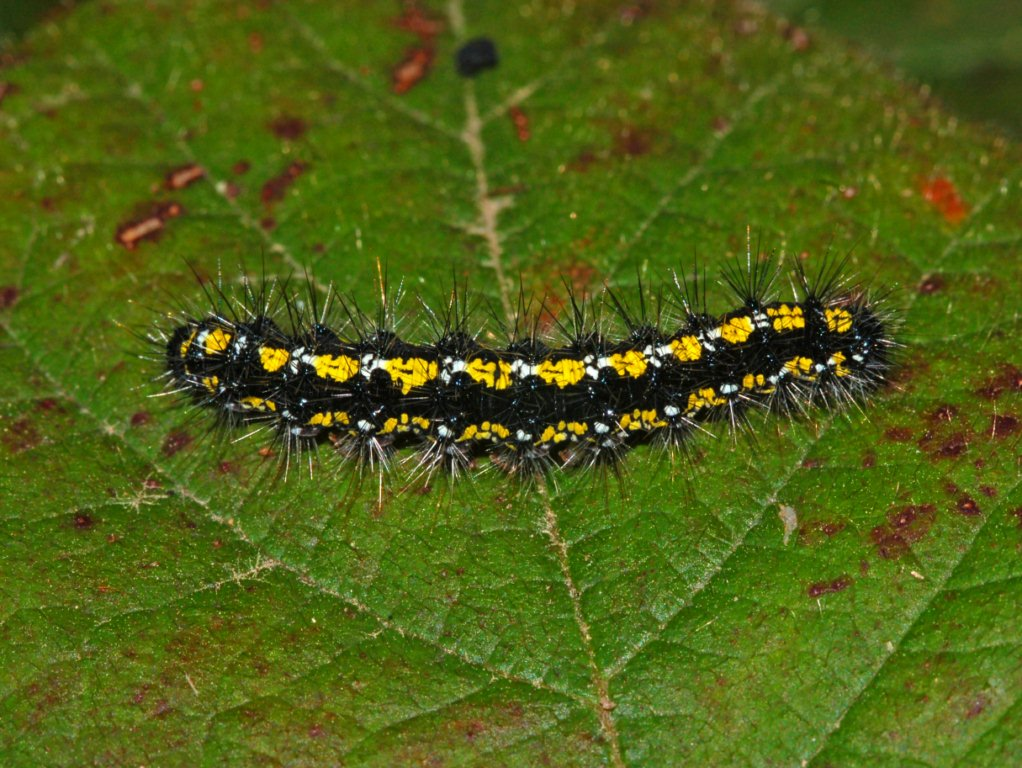
Callimorpha dominula larva
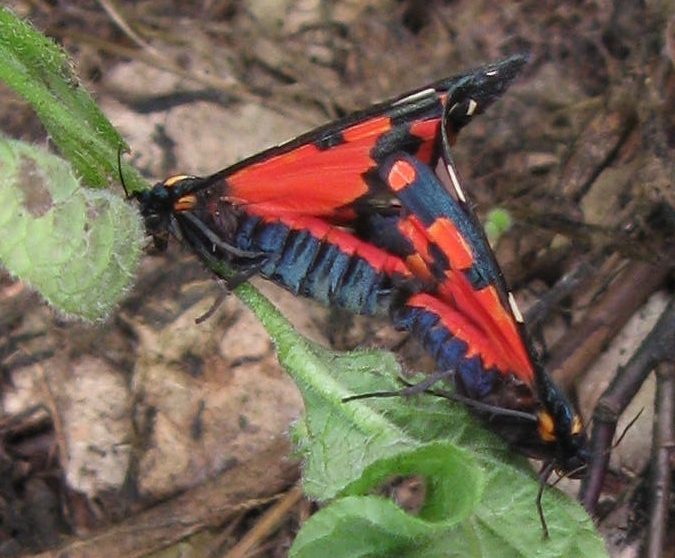
Callimorpha dominula còpula
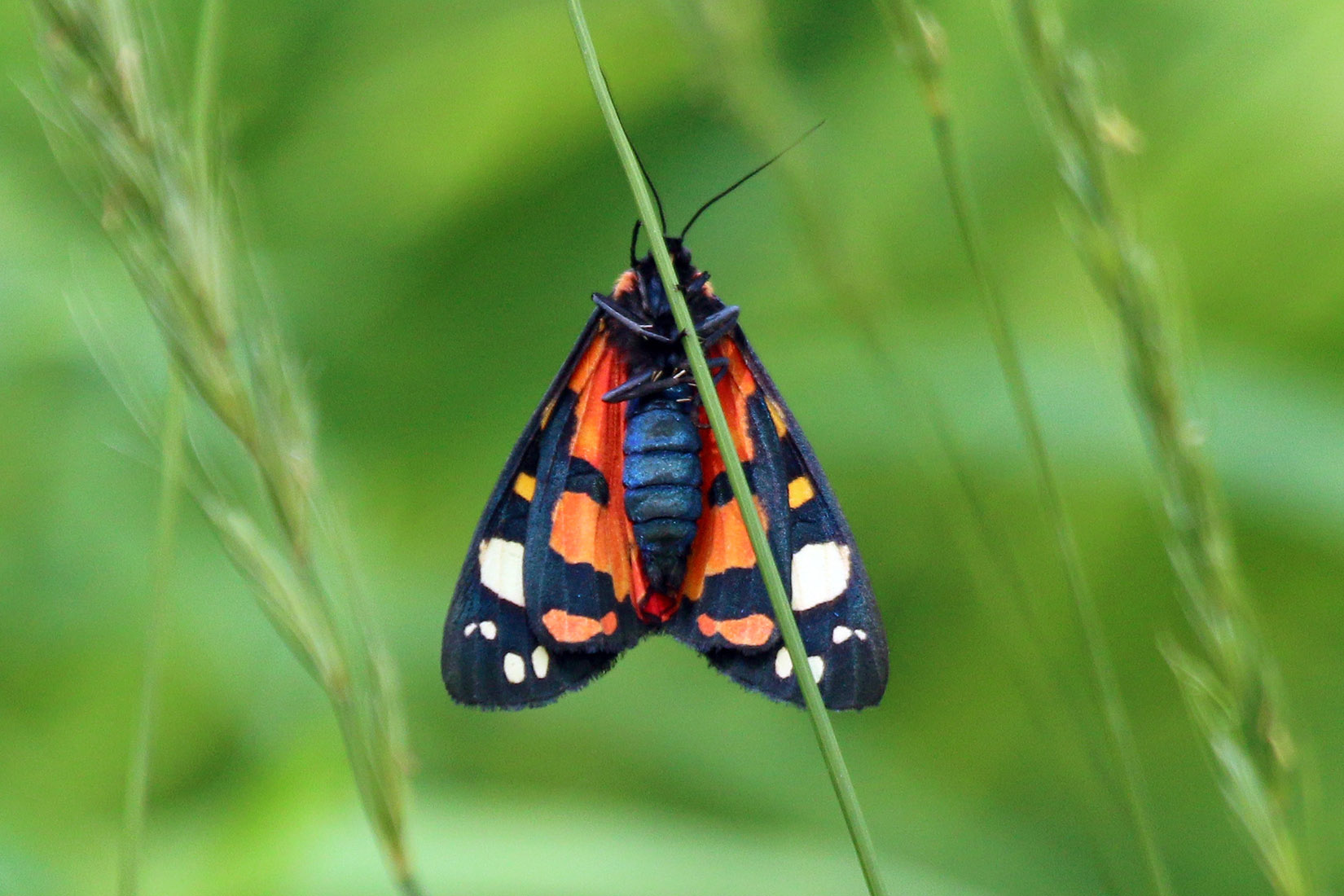
Callimorpha dominula